# Skada (spelterminologi)

Ett exempel på hur en skadepoängsmätare kan se ut. Siffran "39" indikerar att mätarens ägare har förlorat 61 skadepoäng.

Skada eller hälsa, alternativt skadepoäng  eller hälsopoäng (förkortat HP), ibland kroppspoäng, är terminologiska begrepp inom brädspel, datorspel och rollspel för attribut inom spelvärlden som bestämmer den maximala mängden skada eller förlust av uthållighet som en spelfigur eller ett föremål kan ta innan den blir utslagen, dör eller förlorar medvetandet.
Den engelska motsvarigheten till dessa termer är främst hit points eller health points (även förkortat "HP"), alternativt damage (förkortat "DMG").

## Användning i Rollspel
Objekt i världen, såsom vapen, inte bara har utan kan även ge skadepoäng till någonting annat. Skadan räknas då ut som skillnaden mellan den givna skadan och det antal skadepoäng som målet tål. Om skadan blir högre än det antal skadepoäng som målet har så går det antingen sönder eller dör.
Vad som händer med en spelperson efter detta varierar beroende på de uppsatta spelreglerna. Oftast dör inte karaktären direkt utan blir i stället medvetslös vilket ger spelarna en andra chans att med medspelarnas hjälp klara sig ur situationen.